# След утрешния ден
„След утрешния ден“ (на английски: The Day After Tomorrow) е американски филм от 2004 г. на режисьора Роланд Емерих.
Във филма участват Денис Куейд, Джейк Джиленхол, Иън Холм, Еми Росъм, Сийла Уорд.
Времетраенето на филма е 124 минути. В него се разказва за едно голямо природно бедствие и ни кара да се замислим – къде ще сме ние след утрешния ден.

## Сюжет
Внимание:  Текстът по-долу разкрива сюжета на произведението (или части от него)!
Доктор Джак Хал е климатолог. Той е притеснен от своите научни изследвания, които показват, че Глобалното затопляне може да промени климата на Земята внезапно. Прогнозите му са напът да се сбъднат, когато огромно парче лед се откъсва от ледник в Антарктида и предизвиква редица от катастрофални събития. Градушка с размерите на грейпфрут се изсипва над Токио, ураган с рекордна сила удря Хаваите, страхотна снежна буря се завихря над Ню Делхи, съсипваща серия от торнада опустошава Лос Анджелис; температурата преминава от непоносима жега до адски студ само за един ден. Джак разбира, че скоро ще настъпи ледникова епоха. Но преди това ни очаква глобална чудовищно силна буря. Джак заминава към Ню Йорк, за да спаси сина си. Но не е подготвен за онова, което ще се случи на него, на детето му и на цялата планета...

## Телевизионен дублаж
| Преводач            | Христо Христов                                                           |
| Режисьор на дублажа | Чавдар Монов                                                             |
| Тонрежисьор         | Наско Кашаров                                                            |
| Озвучаващи артисти  | Петя Миладинова Гергана Стоянова Васил Бинев Илиян Пенев Димитър Иванчев |